# La guerra de los yacarés
La guerra de los yacarés es un cuento infantil del escritor uruguayo Horacio Quiroga que forma parte del libro Cuentos de la selva, publicado en 1918.

## Argumento
Un gran grupo de yacarés vivía en un río, en un país donde el hombre no existía. Un día, comenzó a pasar un buque por allí, ahuyentando a los peces de los que ellos se alimentaban. Los yacarés al darse cuenta de que sin peces morirían de hambre, decidieron hacer un dique para impedir el paso del buque, pero lo derribó a cañonazos, así que los yacarés hicieron otro dique más grande y fuerte pero el buque también lo derribó. Al darse cuenta de que los diques no eran la solución, fueron a pedirle ayuda a un viejo amigo, el surubí, él les dio un torpedo para que al fin pudieran ganarle a los hombres. Los yacarés se llevaron el torpedo y lo lanzaron contra el buque enemigo.

## Personajes
- Yacarés: Personajes principales, la historia trata de cómo ellos intentan salvar su hogar.
- Yacaré Sabio: Personaje principal, el yacaré con más sabiduría, y el líder de los yacarés.
- Marineros: Personajes secundarios, no les importa si matan a los yacarés para conseguir lo que quieren.
- Surubí: Personaje secundario, es un pez grande de río, también un antiguo amigo del yacaré sabio. No le caian bien los yacarés al principio porque se comieron a uno de sus sobrinos.

## Análisis
- El título del cuento es emblemático ya que hace referencia a algo que ocurre en el relato.
- El narrador es externo y omnisciente, o sea que sabe todo lo que ocurre desde el punto de vista de todos los personajes.
- Está escrito en tercera persona, o sea que el narrador no se incluye a sí mismo en la narración.